# Парламентские выборы в Лесото (2017)
Досрочные парламентские выборы в Лесото состоялись 3 июня 2017 года. Выборы были проведены на три года ранее, связи с выражением вотума недоверия действующему премьер-министру Пакалита Мосисили.

## Предыстория
Спустя три года после отставки, Пакалита Мосилили вернулся на должность премьер-министра на всеобщих выборов в феврале 2015 года в качестве лидера Демократического конгресса, победив премьер-министра Тома Табана от Всебасотского конвента. Однако в ноябре 2016 года было подписано соглашение между заместителем лидера Демократического конгресса, Моняном Молелеки и Томом Табаном, чтобы удалить Мосисили и установить Молелеки в качестве премьер-министра. Молелеки был отстранен от Демократического конгресса в декабре 2016 года и создал новую партию — Союз демократов в январе 2017 года.
12 февраля 2017 года Табане вернулся в Лесото из самоотверженного изгнания, заявив, что премьер-министр Мосисили больше не является представителем парламентского большинства и пообещал отправить его в отставку, выразив вотум недоверия. Он утверждал, что он рисковал жизнью, возвращаясь.

## Избирательная система
Национальное собрание Лесото состоит из 120 депутатов, избираемых по смешанной избирательной системе. Из них 80 депутатов избираются в одномандатных избирательных округах, остальные 40 — по единому национальному округу по партийным спискам.

## Результаты
| Партия                              | Партия                                        | Голосов   | %     | Мест                 | Мест                               | Мест  | +/-          |
| Партия                              | Партия                                        | Голосов   | %     | Одномандатные округа | Пропорциональное представительство | Всего | +/-          |
| ----------------------------------- | --------------------------------------------- | --------- | ----- | -------------------- | ---------------------------------- | ----- | ------------ |
|                                     | Всебасотский конвент                          | 235 729   | 40,52 | 47                   | 1                                  | 48    | ▲ 2          |
|                                     | Демократический конгресс                      | 150 172   | 25,82 | 26                   | 4                                  | 30    | ▼ 17         |
|                                     | Конгресс Лесото за демократию                 | 52 052    | 8,95  | 1                    | 10                                 | 11    | ▼ 1          |
|                                     | Союз демократов                               | 42 686    | 7,34  | 1                    | 8                                  | 9     | новая партия |
|                                     | Движение за экономическое развитие            | 29 420    | 5,06  | 1                    | 5                                  | 6     | новая партия |
|                                     | Национальная партия Басото                    | 23 541    | 4,05  | 0                    | 5                                  | 5     | ▼ 2          |
|                                     | Народный фронт за демократию                  | 13 200    | 2,27  | 1                    | 2                                  | 3     | ▲ 1          |
|                                     | Национальная независимая партия               | 6375      | 1,10  | 0                    | 1                                  | 1     | 0            |
|                                     | Реформистский конгресс Лесото                 | 4037      | 0,69  | 0                    | 1                                  | 1     | ▼ 1          |
|                                     | Партия Конгресса Басутоленда                  | 3458      | 0,59  | 0                    | 1                                  | 1     | 0            |
|                                     | Демократическая партия Лесото                 | 2801      | 0,48  | 0                    | 1                                  | 1     | новая партия |
|                                     | Свободная партия Марематлу                    | 2761      | 0.47  | 0                    | 1                                  | 1     | 0            |
|                                     | Лесотская народный конгресс                   | 2364      | 0,41  | 0                    | 0                                  | 0     | ▼ 1          |
|                                     | Басотская демократическая национальная партия | 1818      | 0,31  | 0                    | 0                                  | 0     | 0            |
|                                     | Лесото рабочая партия                         | 1711      | 0,29  | 0                    | 0                                  | 0     | 0            |
|                                     | Баена                                         | 1393      | 0.24  | 0                    | 0                                  | 0     | 0            |
|                                     | Беспартийные                                  | 1641      | 0,28  | 0                    | 0                                  | 0     | 0            |
| Вакантно                            | Вакантно                                      | -         | -     | 3                    | 0                                  | 3     | -            |
| Пустых/испорченных бланков          | Пустых/испорченных бланков                    | 5617      | -     | -                    | -                                  | -     | -            |
| Всего                               | Всего                                         | 581 692   | 100   | 80                   | 40                                 | 120   | 0            |
| Зарегистрированных избирателей/явка | Зарегистрированных избирателей/явка           | 1 253 540 | 46,85 | -                    | -                                  | -     | -            |
| Источник: IEC                       |                                               |           |       |                      |                                    |       |              |

### Комментарии
1. ↑  An additional three seats were won by ABC candidates, but the results in those constituencies was declared null, because candidates had died before the election.[6]